# سامسون سياسيا
سامسون سياسيا (بالإنجليزية: Samson Siasia) (مواليد 14 أغسطس 1967) هو لاعب كرة قدم. يلعب مع منتخب نيجيريا لكرة القدم. سبق له أن لعب في كأس العالم لكرة القدم مع منتخب بلاده.

## روابط خارجية
- سامسون سياسيا على موقع الاتحاد الدولي (مؤرشف)  (الإنجليزية)
- سامسون سياسيا على موقع قاعدة بيانات كرة القدم.إي يو (الإنجليزية)
- سامسون سياسيا على موقع ليكيب (الفرنسية)
- سامسون سياسيا على موقع ناشيونال فوتبول تيمز (الإنجليزية)
- سامسون سياسيا على موقع عالم كرة القدم.نت (الإنجليزية)
- سامسون سياسيا على موقع أوليمبيديا (الإنجليزية)